# فيليبس تالبوت
فيليبس تالبوت (بالإنجليزية: Phillips Talbot)‏ هو دبلوماسي وكاتب وصحفي أمريكي، ولد في 7 يونيو 1915 في بيتسبرغ في الولايات المتحدة، وتوفي في 1 أكتوبر 2010 في مانهاتن في الولايات المتحدة.

## وصلات خارجية
- فيليبس تالبوت على موقع إن إن دي بي (الإنجليزية)